# Linda rubescens
Linda rubescens là một loài bọ cánh cứng trong họ Cerambycidae.